# Îles Etheridge
Les îles Etheridge (en russe : Острова Этеридж) sont un groupe de deux îlots de la terre François-Joseph, situés à 6 km à l'ouest de l'île May et à 11 km au sud-ouest de l'île Hooker. 
L'île la plus importante est de forme rectangulaire, d'une longueur de 2,5 km et de largeur 1,2 km. Elles sont libres de glace, mais souvent couvertes de neige. 
Elles ont été nommées en l'honneur du paléontologue Robert Etheridge, membre de l'expédition arctique de George Nares.